# Dorfkirche Groß Ballerstedt

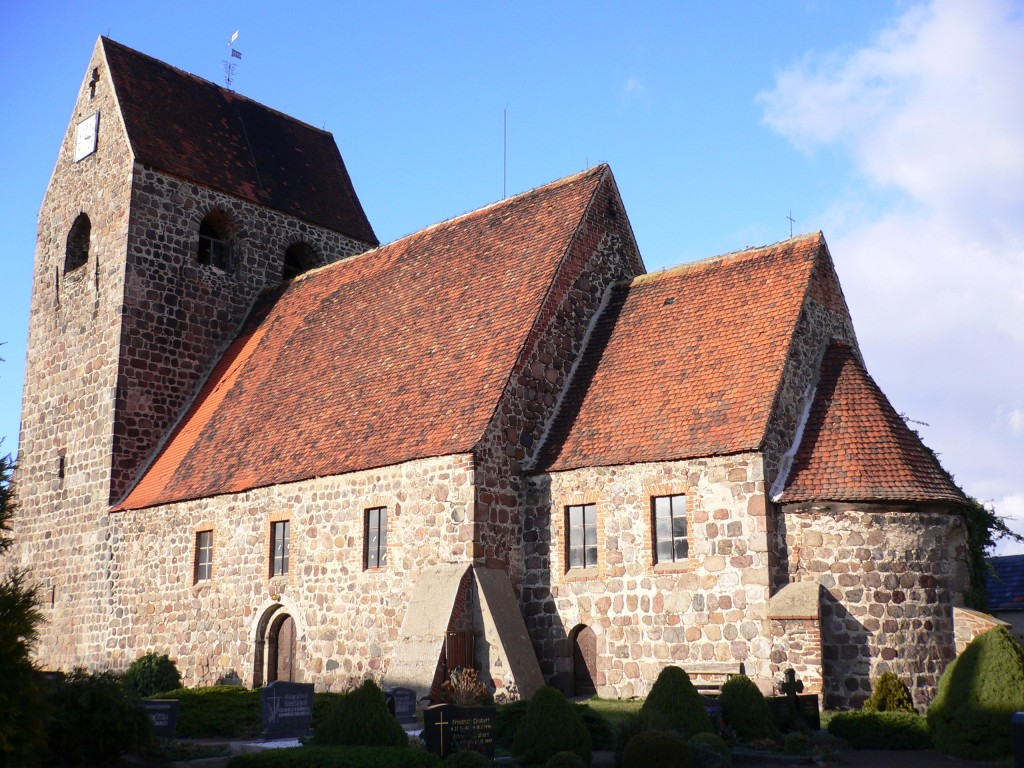
Dorfkirche Groß Ballerstedt

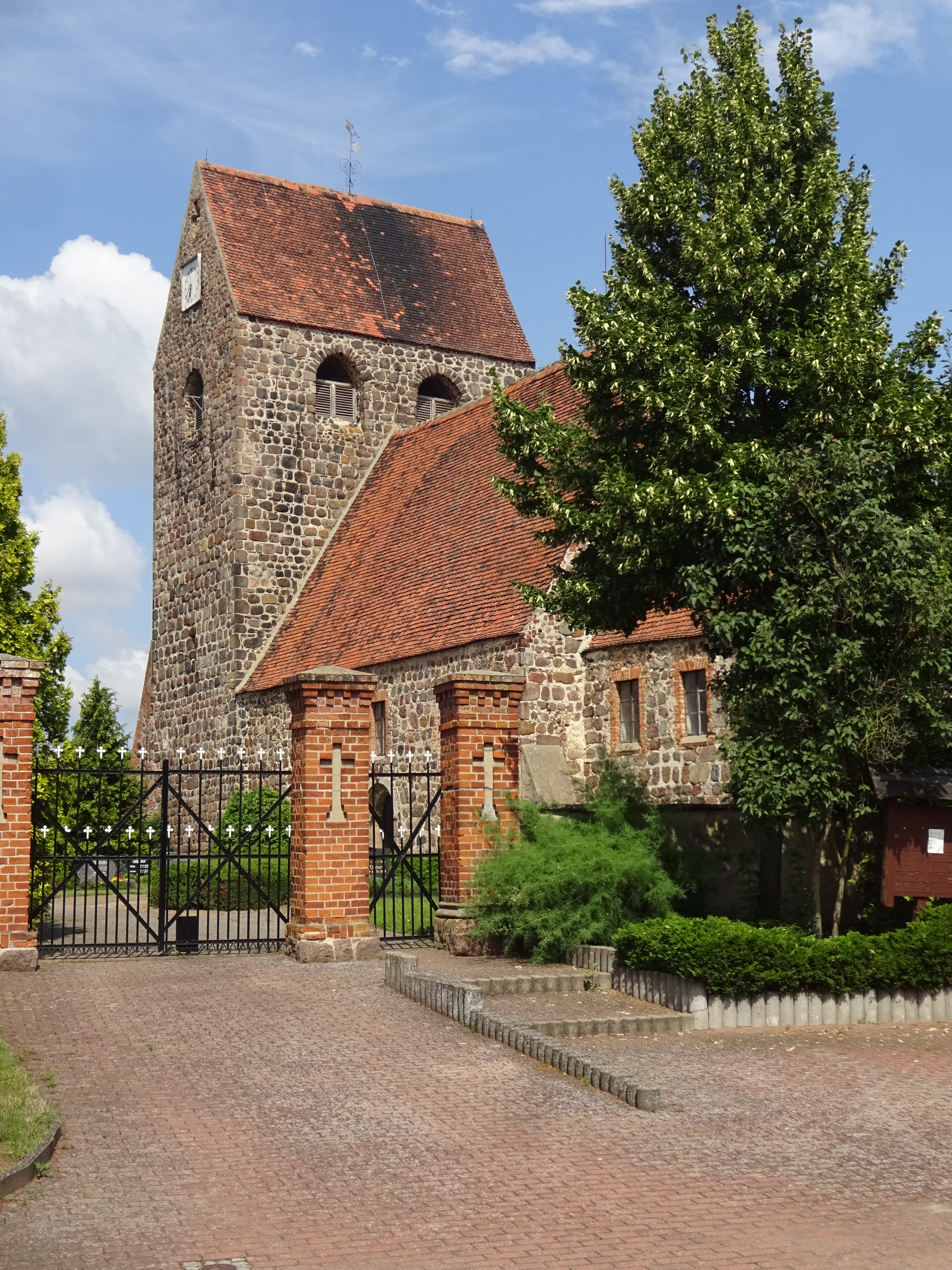
Südostansicht

Die evangelische Dorfkirche Groß Ballerstedt ist eine spätromanische Feldsteinkirche im Ortsteil Ballerstedt von Osterburg (Altmark) im Landkreis Stendal in Sachsen-Anhalt. Sie gehört zur Kirchengemeinde Groß Ballerstedt im Pfarrbereich Osterburg der Evangelischen Kirche in Mitteldeutschland.

## Geschichte und Architektur
Die Dorfkirche Groß Ballerstedt ist ein charakteristisches Beispiel für eine spätromanische Dorfkirche des vierteiligen Typs (Vollständige Anlage) aus der ersten Hälfte des 13. Jahrhunderts, bestehend aus einem querrechteckigen Turm in Schiffsbreite, dem Schiff, dem eingezogenen Chor und der Apsis. Zu Beginn des 18. Jahrhunderts wurden Strebepfeiler an Turm und Apsis hinzugefügt. Restaurierungen wurden in den Jahren 1958 und 1992/94 vorgenommen. Bei der letztgenannten Restaurierung beteiligte sich die Deutsche Stiftung Denkmalschutz an der Sanierung der äußeren Risse sowie des schadhaften Turmmauerwerks. Das südliche Portal, zwei vermauerte Fenster im Westen und ein Fenster in der Apsis gehören der Romanik an. Die Schallöffnungen im Turm sind leicht spitzbogig geformt. Die übrigen rechteckigen Fenster in Schiff und Chor entstanden in dieser Form zu Beginn des 19. Jahrhunderts. Der flachgedeckte Innenraum ist durch einen Triumphbogen vom Chor geschieden. Der Allgemeinzustand der Kirche wird als gefährdet beschrieben.

## Ausstattung
Ein barocker Altaraufsatz von 1721 bildet das Hauptstück der Ausstattung. Er zeigt einen Ädikula-artigen Aufbau mit gesprengtem Giebel und Akanthuswangen mit einem vergoldeten Kruzifixus im Hauptfeld. Ungewöhnlich ist das Motiv der sieben apokalyptischen Leuchter als Bekrönung des Giebels. Die ebenfalls barocke Kanzel entstand 1729. Der gemauerte, mit Stuck überzogene Taufstein ist in der Spätromanik entstanden. Ein Altarkruzifixus aus dem Jahr 1715 stammt aus der Kirche in Calberwisch.
Vor dem Altar wurde ein Grabstein für den Pfarrer Joachim Möller († 1629) gesetzt. Ein hölzerner Opferstock und eine Sakramentsnische aus dem Mittelalter sind ebenfalls erhalten.